# Иван Петков (политик)
Вижте пояснителната страница за други значения на Иван Петков.
Иван Богомилов Петков е български политик и икономист от БСП. Народен представител от коалиция „БСП за България“ в XLV, XLVII и XLVIII народно събрание. В периода 2015-2019 г. е общински съветник в община Пловдив.

## Биография
Иван Петков е роден на 26 февруари 1987 г. град Пловдив, Народна република България, който е третият син в семейството. Неговата майка е словачка и се казва Зузанна, а баща му Богомил е българин, те се запознават като студенти, когато баща му следва в Чехословакия, през 1982 г. двамата пристигат в България. През 1983 г. се ражда първият им син, който е кръстен на баща му Богомил, а през 1985 г. се ражда и второто дете кръстен на брата на баща му Борис. Завършва висше образование по специалностите „Финансов мениджмънт“ и „Държавност, духовност и лидерски практики“.
През 2010 г. е избран за председател на Младежката организация на БСП – Пловдив. През юли 2022 г. е избран за председател на БСП – Пловдив.
През юли 2025 година определя Клане в Буча, извършено от руски войски по време на Руско-украинската война, като „театрални събития“, а украинския президент Володимир Зеленски като „изверг“.